# Theodore L. Moritz

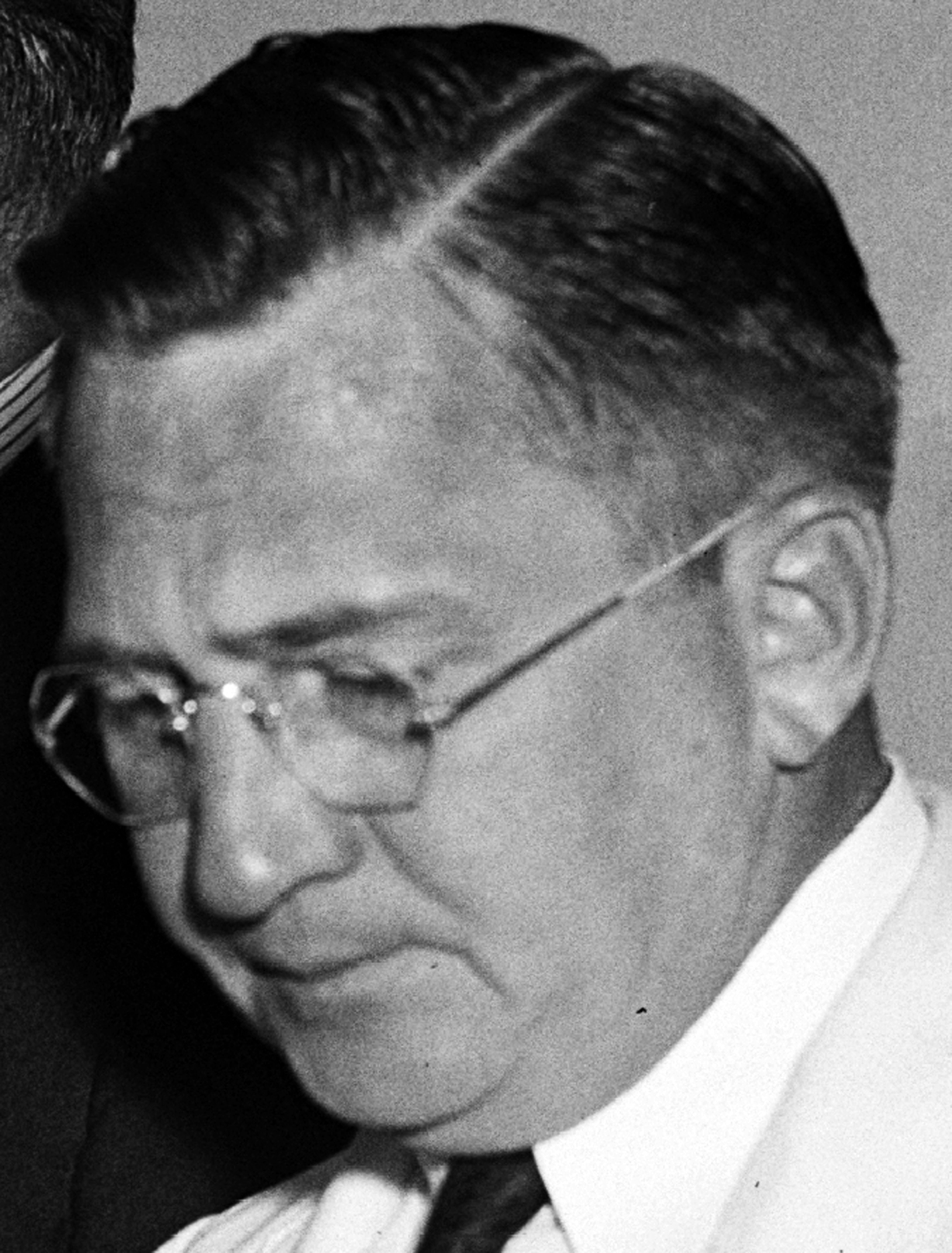
Theodore L. Moritz (1935)

Theodore Leo Moritz (* 10. Februar 1892 in Toledo, Ohio; † 13. März 1982 in Pittsburgh, Pennsylvania) war ein US-amerikanischer Politiker. Zwischen 1935 und 1937 vertrat er den Bundesstaat Pennsylvania im US-Repräsentantenhaus.

## Werdegang
Theodore Moritz besuchte die öffentlichen Schulen seiner Heimat. Im Jahr 1913 absolvierte er das St. Mary’s Institute in Dayton. Danach studierte er bis 1919 an der University of Dayton. Zwischenzeitlich arbeitete er zwischen 1910 und 1923 als Lehrer in Dayton, Cleveland und Pittsburgh. Nach einem Jurastudium an der Duquesne University in Pittsburgh und seiner 1924 erfolgten Zulassung als Rechtsanwalt begann er dort in diesem Beruf zu praktizieren. In den Jahren 1933 und 1935 war er Sekretär des Bürgermeisters von Pittsburgh. Politisch gehörte er der Demokratischen Partei an.
Bei den Kongresswahlen des Jahres 1934 wurde Moritz im 32. Wahlbezirk von Pennsylvania in das US-Repräsentantenhaus in Washington, D.C. gewählt, wo er am 3. Januar 1935 die Nachfolge von Michael Joseph Muldowney antrat. Im Verlauf seiner zweijährigen Amtsperiode wechselte er zu den Republikanern über. 1936 strebte er erfolglos deren Nominierung zur Wiederwahl in den Kongress an. Daraufhin trat er in diesem Jahr als unabhängiger Kandidat bei den Wahlen an, war aber nicht erfolgreich. Damit musste er am 3. Januar 1937 aus dem Kongress ausscheiden. Während seiner dortigen Zeit wurden weitere New-Deal-Gesetze der Roosevelt-Regierung verabschiedet. 1935 wurden erstmals die Bestimmungen des 20. Verfassungszusatzes angewendet, wonach die Legislaturperiode des Kongresses jeweils am 3. Januar endet bzw. beginnt.
Nach dem Ende seiner Zeit im US-Repräsentantenhaus war Theodore Moritz wieder als Anwalt tätig. Er starb am 13. März 1982 in Pittsburgh.